# 小行星8084
小行星8084（8084 Dallas）是一颗绕太阳运转的小行星，为主小行星带小行星。该小行星于1989年2月6日发现。
該小行星以美國德克薩斯州的城鎮達拉斯命名。

## 轨道参数
小行星8084的轨道半长轴为3.0641678 UA，离心率为0.219。